# Betterton
Betterton is een plaats (town) in de Amerikaanse staat Maryland, en valt bestuurlijk gezien onder Kent County.

## Demografie
Bij de volkstelling in 2000 werd het aantal inwoners vastgesteld op 376.
In 2006 is het aantal inwoners door het United States Census Bureau geschat op 361, een daling van 15 (-4,0%).

## Geografie
Volgens het United States Census Bureau beslaat de plaats een oppervlakte van
2,3 km², geheel bestaande uit land. Betterton ligt op ongeveer 22 m boven zeeniveau.

## Plaatsen in de nabije omgeving
De onderstaande figuur toont nabijgelegen plaatsen in een straal van 20 km rond Betterton.